# Lamprochlamys
Lamprochlamys is een geslacht van halfvleugeligen uit de familie schuimcicaden (Cercopidae). De wetenschappelijke naam van dit geslacht is voor het eerst geldig gepubliceerd in 1966 door Fennah.

## Soorten
Het geslacht Lamprochlamys  is monotypisch en omvat slechts de volgende soort:
- Lamprochlamys erato Fennah, 1966